# Вербовое (Херсонская область)
Вербовое (укр. Вербове) — село в Каланчакской поселковой общине Скадовского района Херсонской области Украины.
Население по переписи 2001 года составляло 84 человека. Почтовый индекс — 75812. Телефонный код — 5530. Код КОАТУУ — 6523284403.

## Местный совет
75811, Херсонская обл., Каланчакский р-н, с. Приволье, переул. Школьный